# Spánková deprivace
Spánková deprivace je nedostatek normálního množství spánku, často používaný jako druh mučení. Způsobuje ospalost, nemožnost soustředění a halucinace.

## Délka spánku
Asi 90 % dospělých spí 6–9 hodin. Spí-li člověk kratší dobu, než je jeho optimum, jeví během dne známky ospalosti. Každodenní ztráta jedné hodiny spánku v průběhu jednoho týdne se tak vlastně rovná jedné probdělé noci. Ovšem, pokud možno, dohánění kratších spánků následně delšími není tak dobré jako pravidelný dostatečný spánek. Pokud si osmihodinový spánek prodloužíme o další dvě hodiny, může u nás dojít k zásadnímu zvýšení bdělosti.
Spánek je jedna ze základních potřeb, člověk bez spánku dlouho nevydrží. Uvádí se, že rekord v nespaní drží americký student Randy Gardner, který roku 1965 v 17 letech vydržel 11 dnů za sebou nespat. Ke konci tohoto období měl už velmi útržkovité myšlení, poruchy paměti, halucinace. Tento experiment byl nakonec z rozhodnutí lékařů přerušen, protože hrozilo naprosté vyčerpání organismu. Dlouhá spánková deprivace nezanechala na Gardnerovi žádné trvalé následky.

## Důsledky spánkové deprivace
Spánková deprivace může způsobit následující problémy:
- ztráty bdělosti a pozornosti během dne – to může být nebezpečné zejména u řidičů, lékařů a dalších povolání. 20 % řidičů a 56 % dálkových řidičů uvádí, že alespoň jednou během řízení upadli do krátkého spánku.[3]
- nespavost – člověk má narušený spánkový rytmus, což se projevuje obtížným usínáním a přerušovaným spánkem
- u těžkých spánkových deprivací se dostavují:
  - halucinace,
  - paranoie,
  - odbývání životních potřeb,
  - ztráta myšlenkové kontinuity

Z pokusů na dospělých kočkách a psech je známo, že po 15 dnech nepřetržitého bdění zvířata hynula na celkové vyčerpání organismu. Americký filozof Allen Rechtschaffen dlouhodobě zabraňoval krysám ve spánku. Experimentální hlodavci vykazovali za několik dnů známky celkového oslabení. Krysy se začaly chovat, jako kdyby byly vystaveny nepřetržitě působícímu stresu. Objevily se poruchy pohyblivosti, úbytek na váze (a to navzdory zvýšenému příjmu potravy), znatelně se snížila průměrná EEG amplituda, docházelo ke zduření žláz s vnitřní sekrecí, objevily se žaludeční vředy. Deprivované krysy hynuly – některé z nich již po 5 dnech beze spánku, jiné vydržely až 30 dnů.